# Geisenfelder Hof

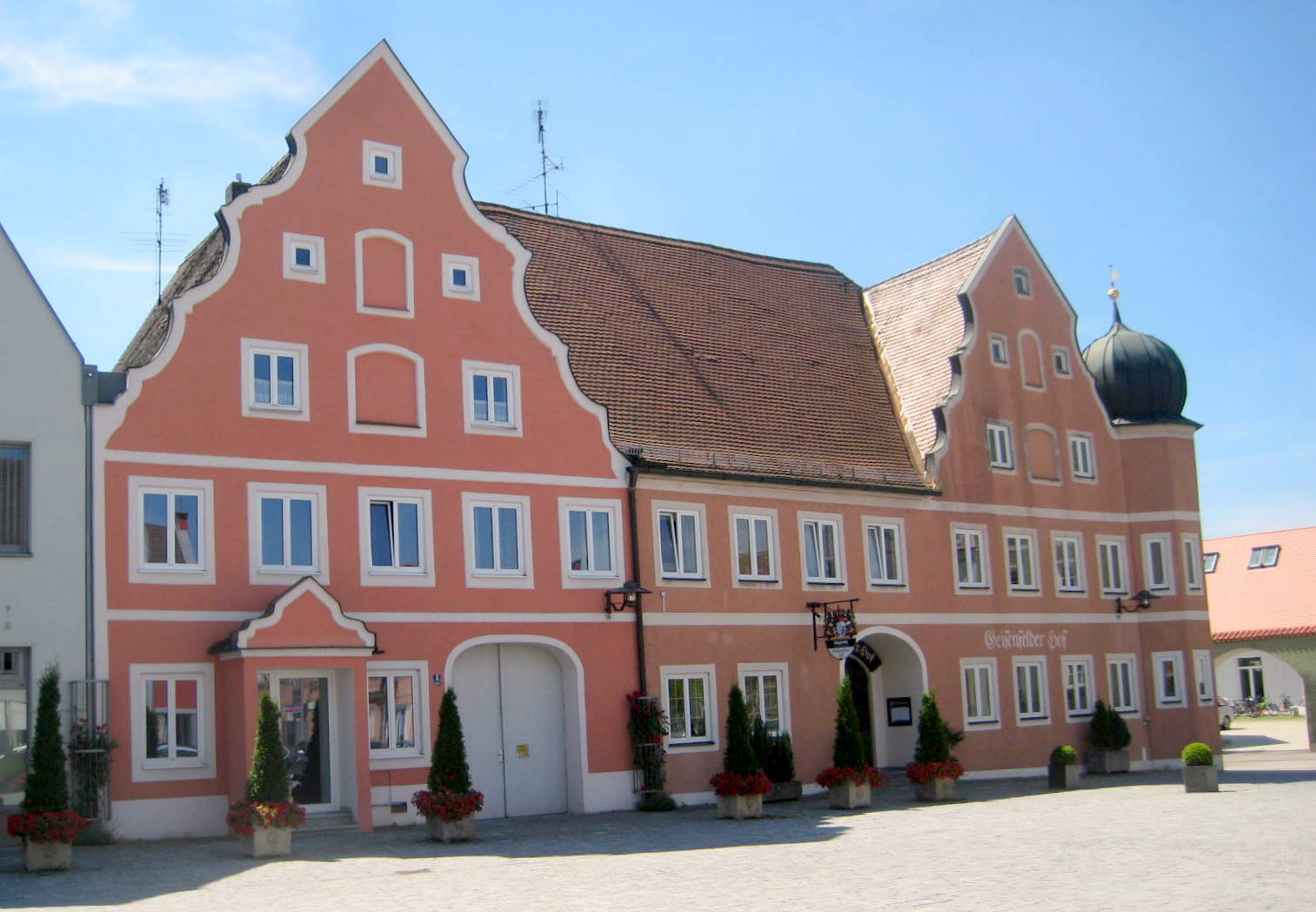
Geisenfelder Hof

Der Geisenfelder Hof in Geisenfeld, einer Stadt im oberbayerischen Landkreis Pfaffenhofen an der Ilm, wurde im Kern wohl Anfang des 18. Jahrhunderts errichtet und später erneuert. Das Gasthaus am Stadtplatz 6 ist ein geschütztes Baudenkmal.
Der zweigeschossige Satteldachbau in Ecklage mit geschweiftem Zwerchgiebel und polygonalem Eckturm mit Zwiebelhaube wurde im Stil des Barocks errichtet.
Der Geisenfelder Hof bildet eine Baugruppe mit dem Wohnhaus Stadtplatz 5 und besitzt zu diesem einen östlichen Verbindungstrakt.
Siehe auch
- Ensemble Stadtplatz (Geisenfeld)